# Bernard Fresson
| Bernard Fresson                           | Bernard Fresson                           |
| Kattints az alábbi külső linkek egyikére! | Kattints az alábbi külső linkek egyikére! |
| ----------------------------------------- | ----------------------------------------- |
| Nem található szabad kép.(?)              |                                           |
| külső link · jogvédett                    | Képe az Unifrance.org honlapról           |

Bernard Fresson, teljes születési nevén Bernard René Pierre Fresson (Reims, Marne megye, Franciaország, 1931. május 27. – Orsay, Essonne megye, 2002. október 20.) francia színész, 1955 és 2002 között több, mint 170 filmben szerepelt. Kétszer jelölték César-díjra.

## Élete

### Származása, tanulóévei
Reimsben született Paul Fresson helyi pék fiaként. Egy Annie nevű testvérhúga van. Nagyszülei is pékek és cukrászok voltak. A Fresson család pékműhelyei a Rue de Cernay és Rue Chanzya utcákban a 19. század Reims városának hagyományos, régi családi vállalkozásai közé tartoztak, melyek két világháborút éltek túl.
Bernard Fresson elvégezte a versailles-i Sainte-Geneviève magángimnáziumot, jogi diplomát szerzett, és sikeresen elvégezte a párizsi Kereskedelmi főiskolát, a HEC-et. Profi sportolói pályára készült, de azután mégis Tania Balachova párizsi drámai színészképző iskolájába iratkozott be.

### Színészi pályája

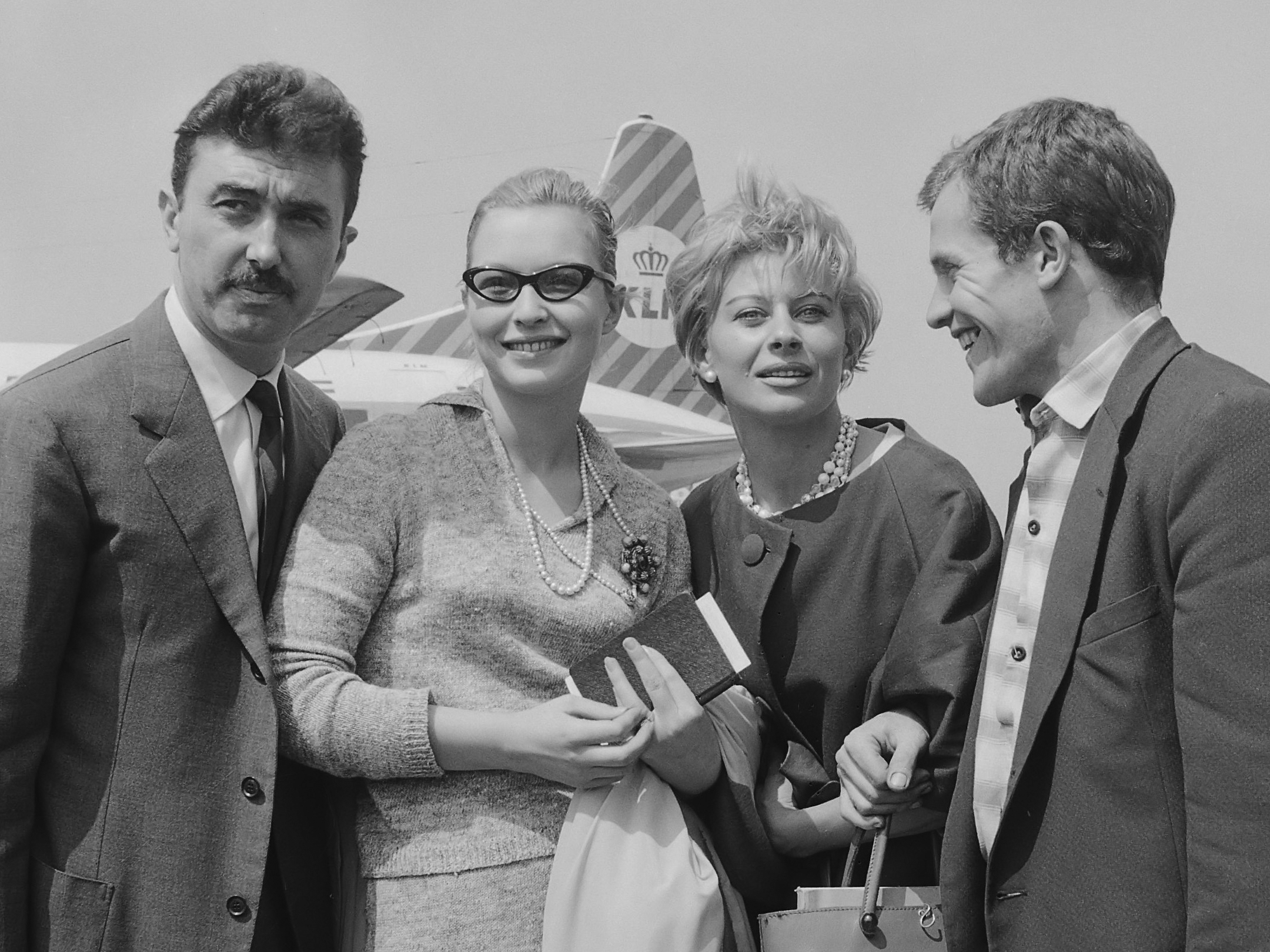
Luciano Emmer filmrendező, Marina Vlady és Magali Noël színésznők és Bernard Fresson (jobbra), a amszterdam-schipholi repülőtéren (1960. június)

Pályáját színpadon kezdte, Jean Vilar rendező keze alatt. Később Roger Planchon és Robert Hossein rendezők mellett Shakespeare-darabokban, majd kortárs szerzők (Paul Claudel) műveiben is játszott.
1959-ben, 28 évesen megkapta első jelentős filmes szerepét Alain Resnais-től: a Szerelmem, Hirosima című filmben egy német katonát alakított. További kisebb filmszerepek következtek, de filmszínészként igazából az 1960-as évek végén keltett figyelmet és szerzett elismertséget, ugyancsak Alain Resnais két újabb filmjében, az 1966-os A háborúnak végé-ben (La guerre est finie), Yves Montand, Ingrid Thulin és Jean Bouise mellett, azután az 1968-as Szeretlek, szeretlek-ben (Je t′aime, je t′aime), Claude Rich és Olga Georges-Picot társaságában. 1965-ben repülőtisztet alakított a Felettünk az ég című sci-fi kalandfilmben, 1967-ben kis szerepet kapott Luis Buñuel rendező A nap szépe című abszurd filmdrámájában.
Dolgozott Jean Renoir, Henri-Georges Clouzot, Roman Polański, Philippe Labro, Costa-Gavras, Claude Sautet, Nicole Garcia, Christophe Gans, Yves Boisset és Joël Séria rendezők filmjeiben. Philippe Léotard-ral és Gene Hackmannel együtt szerepelt John Frankenheimer amerikai rendező 1975-ös hollywoodi krimi-szuperprodukciójában, a Francia kapcsolat II.-ben, ahol Barthélémy rendőrnyomozó szerepét angol nyelven játszotta el.
A televízióban is sikerrel szerepelt. Útonállót játszott Michel Drach rendező 1966-os Les Compagnons de Jéhu c. kalandfilm-sorozatában, mely a francia direktórium idején játszódik, játszott az 1967-es Les Cinq Dernières Minutes krimisorozatban, tengerészkapitányt alakított az 1974-es Jo Gaillard kalandfilm-sorozatban. Pierre Cardinal rendező Émile Zola művéből készült 1967-es A mű (L’oeuvre) című tévéfilmjének főszereplője (Claude Lantier) volt, a magyar változatban Latinovits Zoltán szinkronhangjával. A címszereplő Jean Jaurèst alakította Ange Casta rendező Jean Jaurès, vie et mort d’un socialiste című 1980-as életrajzi filmjében.
2002-ben forgatta utolsó televíziós szerepeit, mindkettőben valós történelmi szereplőt formált meg: a francia ellenállás kivégzett vezetőjéről, Jean Moulinről szóló életrajzi sorozatban (Jean Moulin, une affaire française), Fresson (az ugyancsak kivégzett) Charles Delestraint tábornok szerepét alakította a címszereplő Francis Huster mellett; majd Jean-Daniel Verhaeghe rendező La Bataille d’Hernani (Az Hernani csatája) című tévéfilmjében Fresson az idős Victor Hugót formálta meg.
Kétszer jelölték César-díjra, először 1984-es Főúr! (Garçon !), másodszor az 1999-es A Vendôme tér asszonya (Place Vendôme) című filmben nyújtott alakításáért. Szinkronszínészként is dolgozott, legismertebb ilyen munkájában Hartman kiképző őrmesternek (R. Lee Ermey-nek) kölcsönözte hangját Stanley Kubrick 1987-es Acéllövedék (Full Metal Jacket) című amerikai háborús drámájának francia nyelvű változatában.

### Magánélete

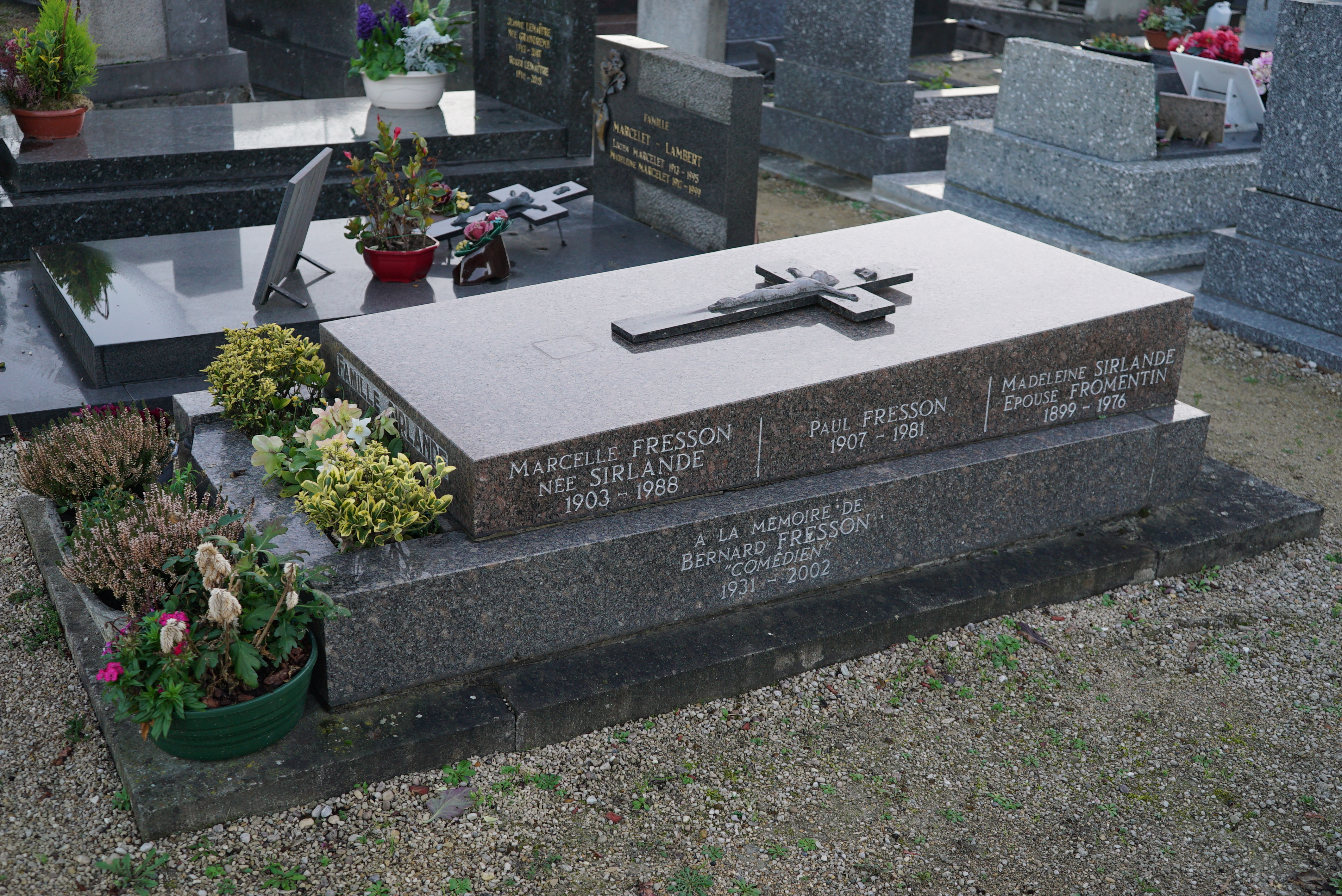
A Fresson család kriptája a reims-i Keleti temetőben, Bernard Fresson nevével

1956. október 30-án Frédérique Ruchaud-t vette feleségül. Két gyermekük született, Joséphine (*1956) és Frédéric (*1962). Elváltak 1982. június 3-án. Második házasságát 1988. április 1-jén (vagy 1988. január 4-én) kötötte Sophie Levrez-vel, aki Fresson haláláig, 2002-ig vele maradt.
Hosszú és hullámzó viszonyban állt Annie Girardot-val. Erről a színésznő leánya, Guilia Salvatori színésznő számolt be édesanyjáról írt életrajzi könyvében.
Fresson rákbetegség következtében hunyt el az Essonne megyei Orsay-ban, 2002. október 20-án, 71 éves korában. Testét a párizsi Père-Lachaise temető krematóriumában elhamvasztották, hamvait e temető emlékparcellájában szórták szét. Reims-ben, a Fresson család kriptájának fedőlapjára a színészre emlékező feliratot vésték fel: „À la mémoire de Bernard Fresson, comédien, 1931-2002”.

## Filmszerepei
- 1959: Szerelmem, Hirosima (Hiroshima mon amour); német katona, szerető
- 1959: Dr. Cordelier végrendelete (Le testament du Docteur Cordelier); tévéfilm; névtelen szerep
- 1961: L’amour des trois oranges; tévéfilm; Gennaro
- 1961: Kantár a nyakon (La bride sur le cou); Serge, a fotós
- 1962: A leghosszabb nap (The Longest Day); francia parancsnok
- 1958–1963: La caméra explore le temps, tévésorozat; több szerepben
- 1964: A vonat (The Train / Le train); német vasútmérnök
- 1965: Felettünk az ég (Le ciel sur la tête); Laurent
- 1965: A nagy buli (The Stöned Age); vonatvezető
- 1966: A háborúnak vége (La guerre est finie); André Sarlat
- 1966: Beaumarchais ou 60000 fusils; tévéfilm; Danton
- 1966: Les compagnons de Jéhu, tévésorozat,; Odilon
- 1966: Párizs ég? (Paris brûle-t-il?); francia ellenálló
- 1966: Keresztül-kasul (Triple Cross); Raymond, ellenálló
- 1967: Les cinq dernières minutes; tévésorozat; Denis Lefèvre
- 1967: A nap szépe (Belle de jour); a ragyás
- 1967: Jeudi on chantera comme dimanche; Jean
- 1967: A mű (L’oeuvre); tévéfilm; Claude Lantier
- 1968: L’écume des jours; Nicolas
- 1968: Szeretlek, szeretlek (Je t’aime, je t’aime); Bernard Hannecart
- 1968: Ég veled, barátom! (Adieu l’ami); Antoine Méloutis rendőr-felügyelő
- 1969: Z, avagy egy politikai gyilkosság anatómiája (Z); Matt
- 1969: L’Américain; Raymond
- 1969: Les frères Karamazov; tévéfilm; Dimitri
- 1970: Egy hekus halála (Un condé); Barnero rendőrfelügyelő
- 1970: A hölgy az autóban szemüveggel és puskával (The Lady in the Car with Glasses and a Gun); Jean Yvain
- 1971: Sátáni ötlet (Max et les ferrailleurs); Abel Maresco
- 1971: Egy kis napsütés a hideg vízben (Un peu de soleil dans l’eau froide); Jean
- 1972: Les feux de la chandeleur; Marc Champenois
- 1972: Hárommilliárd lift nélkül (Trois milliards sans ascenseur); Julien
- 1972: Nyomorultak (Les misérables); tévé-minisorozat; Javert felügyelő
- 1973: Nem zörög a haraszt… (Il n’y a pas de fumée sans feu); Dr. Peyrac
- 1974: Ursule et Grelu; Grelu
- 1975: Jo Gaillard; tévésorozat; Jo Gaillard hajóskapitány
- 1975: Francia kapcsolat II. (The French Connection II); Barthélémy
- 1975: Santiago fölött esik az eső (Il pleut sur Santiago); miniszter
- 1976: Programozott áldozatok (L’ordinateur des pompes funèbres); Delouette
- 1976: A lakó (Le locataire); Scope
- 1976: Fuss utánam, hogy elkapjalak (Cours après moi… que je t’attrape); vendég a kávéházban
- 1977: Mindenkinek a maga keresztje (À chacun son enfer); Bernard Girard
- 1977: Lidérces utazás (Les passagers); Fabio
- 1979: Histoires insolites; tévésorozat; Jo Altman
- 1979: L’accident; tévéfilm; Julien Avene
- 1979: Hamlet; tévéfilm; Claudius király
- 1980: Jogos önvédelem (Légitime défense); tévéfilm; André Berchereau
- 1980: Tartuffe, a gazember (Tartuffe ou L’imposteur); tévéfilm; Orgon
- 1980: Jean Jaurès: vie et mort d’un socialiste; tévéfilm; Jean Jaurès
- 1980: Égi postások (L’aéropostale, courrier du ciel), tévé-minisorozat; Didier Daurat
- 1981: Kisdarázs (Le guépiot); Claude Chénot, az apa
- 1981: Intim percek (Madame Claude 2); Paul Barton
- 1982: Spion, ébresztő (Espion, lève-toi); Henri Marchand
- 1983: Los desastres de la guerra; tévé-minisorozat; Leopoldo Hugo tábornok
- 1983: Főúr! (Garçon!); Francis
- 1984: Série noire; tévésorozat; Jévard rendőrfelügyelő
- 1984: I cani di Gerusalemme; tévésorozat; Ramondo
- 1984: Yalta; tévéfilm; Winston Churchill
- 1984: Jobb part, bal part (Rive droite, rive gauche); François-René Pervillard elnök
- 1985: La dixième de Beethoven; tévéfilm; Ludwig Van Beethoven
- 1986: L’ami Maupassant, tévésorozat;  Bernardet
- 1987: Édes hazugságok (Sweet Lies); Mr. Leguard
- 1989: A forradalom nyara (L’été de la révolution); tévéfilm; Mirabeau gróf
- 1990: Voyage of Terror: The Achille Lauro Affair; tévéfilm; Pierre
- 1991: Nyolc év a pokolban (Le dénommé – Oublie que tu es un homme); a pártfogó
- 1991: Dingo; Jacques Boulain
- 1992: Az ifjú Indiana Jones kalandjai (The Young Indiana Jones Chronicles); tévésorozat; Joffre marsall
- 1993: Germinal; Victor Deneulin
- 1994: La règle de l’homme; tévéfilm; Mehmet pasa
- 1995: Szeretlek, Véronique! (Ils n’ont pas 20 ans), tévéfilm; Jock  - főszerep
- 1995: A csók árnyéka (L’ombra abitata); tévéfilm; Jean  - főszerep
- 1996: Az én pasim (Mon homme); személyzeti főnök
- 1998: A Vendôme tér asszonya (Place Vendôme); Vincent Malivert
- 2000: Hatodik (Six-Pack); Paul Benetti
- 2000: Az ellopott gyermek (Sans Famille); tévésorozat; Padrone Garofoli
- 2001: Farkasok szövetsége (Le pacte des loups); Mercier
- 2001: La beauté sur la terre; tévéfilm; Rougier
- 2001: Une soupe aux herbes sauvages; tévésorozat; Onde de Guillestre nagybácsi
- 2002: La bataille d’Hernani; tévéfilm; az idős Victor Hugo
- 2002: L’adversaire; Christine apja
- 2003: Jean Moulin, une affaire française; tévésorozat; Charles Delestraint tábornok

## Elismerései, díjai
Díjai
- 1974: a francia színikritikusok szövetségének díja (Prix du Syndicat de la critique): a legjobb színpadi színésznek, a Butley c. darabban, a Gaîté-Montparnasse Színházban.

Jelölései
- 1984-es (9.) César-díjosztó gála:  jelölés a legjobb férfi mellékszereplő díjára, a Főúr! (Garçon!) filmben nyújtott alakításáért,
- 1999-es (24.) César-díjosztó gála:  jelölés a legjobb férfi mellékszereplő díjára, A Vendôme tér asszonya (Place Vendôme) filmbeli alakítássáért.

Kitüntetései
- a Francia Köztársaság Nemzeti Érdemrendjének lovagja (1986. február)
- a francia Művészeti és Irodalmi Érdemrend (Ordre des Arts et des Lettres), parancsnoki fokozat (1990. február)
- a Francia Köztársaság Becsületrendjének lovagja (1994. július)

## További információ
- Bernard Fresson a PORT.hu-n (magyarul)
- Bernard Fresson az Internetes Szinkronadatbázisban (magyarul)
- Bernard Fresson az Internet Movie Database-ben (angolul)
- Bernard Fresson a Rotten Tomatoeson (angolul)
- Bernard Fresson az AlloCiné weboldalán (franciául)
- Bernard Fresson Profile (angol nyelven). famousfix.com. (Hozzáférés: 2023. augusztus 26.)
- Bernard Fresson (angol nyelven). MUBI.com. (Hozzáférés: 2023. augusztus 26.)